# Křenovice (Přerovi járás)
Křenovice település Csehországban, Přerovi járásban. Křenovice Vitčice, Věžky, Měrovice nad Hanou, Stříbrnice és Kojetín településekkel határos. Lakosainak száma 436 fő (2024. január 1.).

## Népesség
A település lakosságának változását az alábbi diagram mutatja:
| Lakosok száma | 563  | 645  | 760  | 631  | 529  | 439  | 433  | 427  | 428  | 436  |
|               | 1869 | 1890 | 1921 | 1950 | 1980 | 2001 | 2017 | 2019 | 2022 | 2024 |